# Маунтин-Хоум (авиабаза)
Маунтин-Хоум (авиабаза) (англ. Mountain Home Air Force Base) — авиабаза ВВС США. Располагается на юго-западе штата Айдахо в округе Элмор. Находится в 20 километрах к юго-западу от города Маунтин-Хоум, в 65 километрах к юго-востоку от столицы штата города Бойсе по Автомагистрали 84.
База начиная с 1998 года, с перерывом в 2005—2009 гг., также используется ВВС Республики Сингапур (RSAF), входящих в 428-ю истребительную эскадрилью («F-15SG»), формально находящихся на базе в долгосрочной командировке. Эскадрилья состоит из военнослужащих RSAF и USAF.
Подразделением постоянного базирования и основным оператором авиабазы «Маунтин-Хоум» с 1972 года является 366-й истребительный авиаполк из состава 15-й Воздушной армии США Боевого воздушного командования, получивший прозвище «Стрелки́» (англ. Gunfighters).
Основная задача базы — обеспечение боевой авиации и поддержка частей военно-воздушных сил США, обслуживаемых базой, на всех уровнях операций, в любой точке мира.
Авиабаза была построена в начале 1940-х годов во время Второй мировой войны как тренировочная база для бомбардировочной авиации. С окончанием войны некоторое время входила в состав военно-транспортной авиации, расширялась в функциональности до бомбардировочно-ракетной базы. В 1966 году стала авиабазой истребительной авиации.
База является статистически обособленной местностью. По данным переписи 2010 года численность жителей (персонал с членами семей) составила 3238 человек.

## Локация
Авиабаза Маунтин-Хоум располагается на высоте 913 метров над уровнем моря. Она размещается в западной части равнины реки Снейк, примерно в 5 километрах к северу от водохранилища C. J. Strike (водохранилища рек Снейк и Бруно). По данным бюро переписи населения США, общая площадь авиабазы равна 26 км². Наземная связь с ближайшим городом Маунтин-Хоум осуществляется по государственной автомагистрали 67.

## История

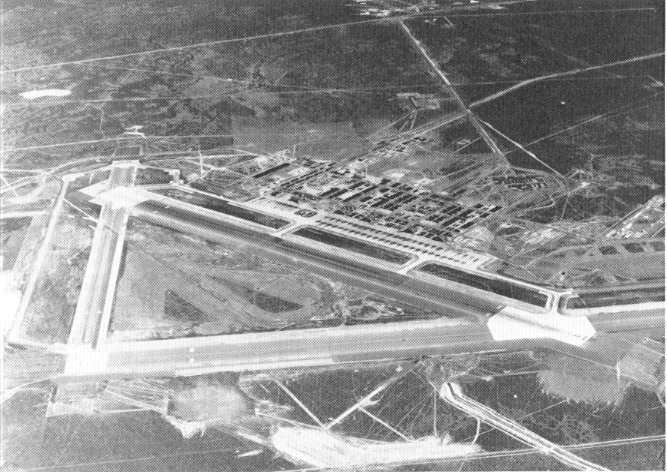
Вид на ВПП авиабазы Маунтин-Хоум, тогда она называлась «армейским аэродромом Маунтин-Хоум», май 1945 года

Строительство базы началось в ноябре 1942 года. Аэродром был введён в эксплуатацию 7 августа 1943 года. Вскоре на базе началась подготовка экипажей ВВС США. Первоначально планировалась подготовка экипажей стратегической авиации для 396-й объединённой группы тяжёлых бомбардировщиков на самолётах «B-17 Flying Fortress». Однако до прибытия первых «B-17» планы изменились, и экипажи 396-й группы были переведены на авиабазу Мозес-Лейк в штате Вашингтон. Вместо обучения экипажей «B-17», на «базе Маунтин-Хоум» начали подготовку экипажей для самолётов «B-24 Liberator». Первым подготовленным на авиабазе подразделением, стали пилоты 470-й группы тяжёлых бомбардировщиков, которые тренировались здесь с мая 1943 года по январь 1944 года, а затем были переброшены на новую авиабазу. 490-я тяжёлая бомбардировочная авиагруппа заменила 470-ю. Подготовку прошли экипажи «B-24 Liberator», которые в апреле 1944 года были отправлены — в преддверии высадки сил Союзников в Европе — на базу британских ВВС Eye England. Затем 494-я бомбардировочная группа заменила 490-ю. Авиабаза перестала обучать экипажи с октября 1945 года.
Авиабаза сменила несколько названий. В самом начале она была «армейской авиабазой» (ноябрь 1942 года). Затем стала «армейским аэродромом Маунтин-Хоум» (2 декабря 1943 года). 13 января 1948 года получила постоянное название авиабаза ВВС «Маунтин-Хоум» (англ. Mountain Home Air Force Base).

## Послевоенная эпоха

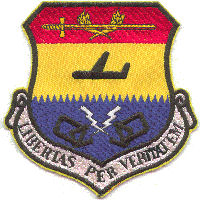
, одно из трёх первых послевоенных авиационных подразделений базы

Авиабаза Маунтин-Хоум бездействовала более трех лет, до декабря 1948 года, когда обновлённые ВВС США вновь реактивировали базу. С начала 1950-х годов, особенно после того, как завязалась Война в Корее, базу начали активно использовать три авиакрыла Службы авиаснабжения и связи (580, 581, 582).
В 1953 году авиабаза перешла под командование Стратегического авиационного командования, которое перевело 9-й бомбардировочной полк на авиабазу ВВС Маунтин-Хоум. 9-й авиаполк перебазировался на «авиабазу Маунтин-Хоум» в мае 1953 года и начал летать на бомбардировщиках «Boeing B-29 Superfortress» и самолётах-заправщиках Boeing KB-29 Superfortress. 9-й бомбардировочный полк начал перевооружение на новый бомбардировщик «Boeing B-47 Stratojet» и заправщик KC-97 Stratofreighter с сентября 1954 года. Авиабаза стабильно обеспечивала бомбардировщики в боеготовности, которые пребывали на боевом дежурстве в годы Холодной войны с 1950-х и до начала 1960-х годов.

### Межконтинентальные баллистические ракеты

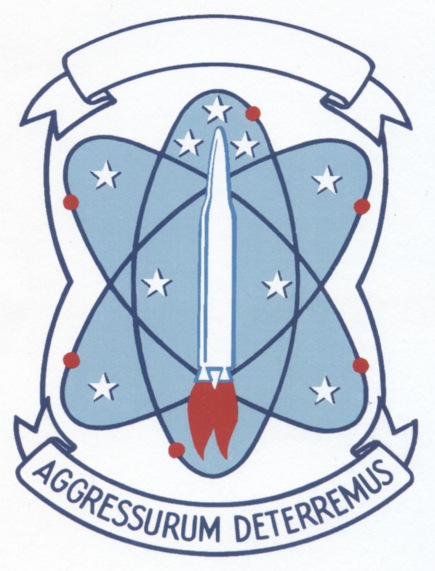
Эмблема

В 1959 году на территории базы началось строительство трех ракетных площадок для межконтинентальных баллистических ракет «HGM-25 Titan I». Первые ракеты прибыли в апреле 1962 года. 569-я эскадрилья стратегического назначения обслуживала эти объекты и в августе 1962 года была приписана к 9-му бомбардировочному крылу. С апреля 1962 года она была повышена в статусе и преобразована в 9-е аэрокосмическое крыло стратегического назначения.
Несколько лет спустя миссия Стратегического авиационного командования в Маунтин-Хоум начала сворачиваться, и в ноябре 1964 года ВВС США объявили, что ракетные площадки будут закрыты к середине 1965 года, что являлось частью крупного плана закрытия баз, объявленного министром обороны Робертом Макнамарой. Другие сокращения в регионе также были объектами ВВС США: радиолокационная станция Коттонвуд в северной части центрального Айдахо и авиабаза Ларсон, установка B-52E (и KC-135A) в восточной части Вашингтона на озере Мозес. В конце 1965 года ВВС США также начали поэтапный отказ от устаревших «B-47» и объявили о планах перебросить 67-е тактическое разведывательное крыло в Маунтин-Хоум, передав базу из подчинения Стратегическому авиационному командованию в состав Тактического  авиационного командования в начале 1966 года.

## Авиапроисшествия

Капитан Крис Стриклин катапультируется с F-16C, 14 сентября 2003 года

База была местом крушения Thunderbirds 14 сентября 2003 года, в результате которого никто не погиб. Капитан Крис Стриклин попытался выполнить манёвр «переворот» (который он выполнял до этого более 200 раз) сразу после взлета, основываясь на неправильной высоте над уровнем моря. Авиабаза Маунтин-Хоум находится на 340 метров выше, чем авиабаза Неллис недалеко от Лас-Вегаса, штат Невада, откуда был пилот. Поднявшись всего на 510 метров над землёй, вместо необходимых минимальных 760 метров, Стриклин имел недостаточный запас высоты, чтобы завершить манёвр. Он направил самолёт подальше от зрителей, и катапультировался менее чем за секунду до столкновения. Его парашют раскрылся, когда Стриклин был на минимальном расстоянии над землей, и пилот выжил, получив лишь незначительные травмы. На земле никто не пострадал, но самолёт стоимостью 20 миллионов долларов был уничтожен.
Официальная процедура демонстрационных манёвров была изменена, и теперь ВВС США требуют, чтобы пилоты Thunderbird и наземные диспетчеры авиашоу работали в одной системе отсчёта высоты над уровнем моря (а не над уровнем земли), чтобы избежать двух параметров высоты, из разных систем отсчёта. Пилоты Thunderbird теперь также поднимаются на дополнительные 300 метров перед выполнением подобного манёвра.

## Подразделения

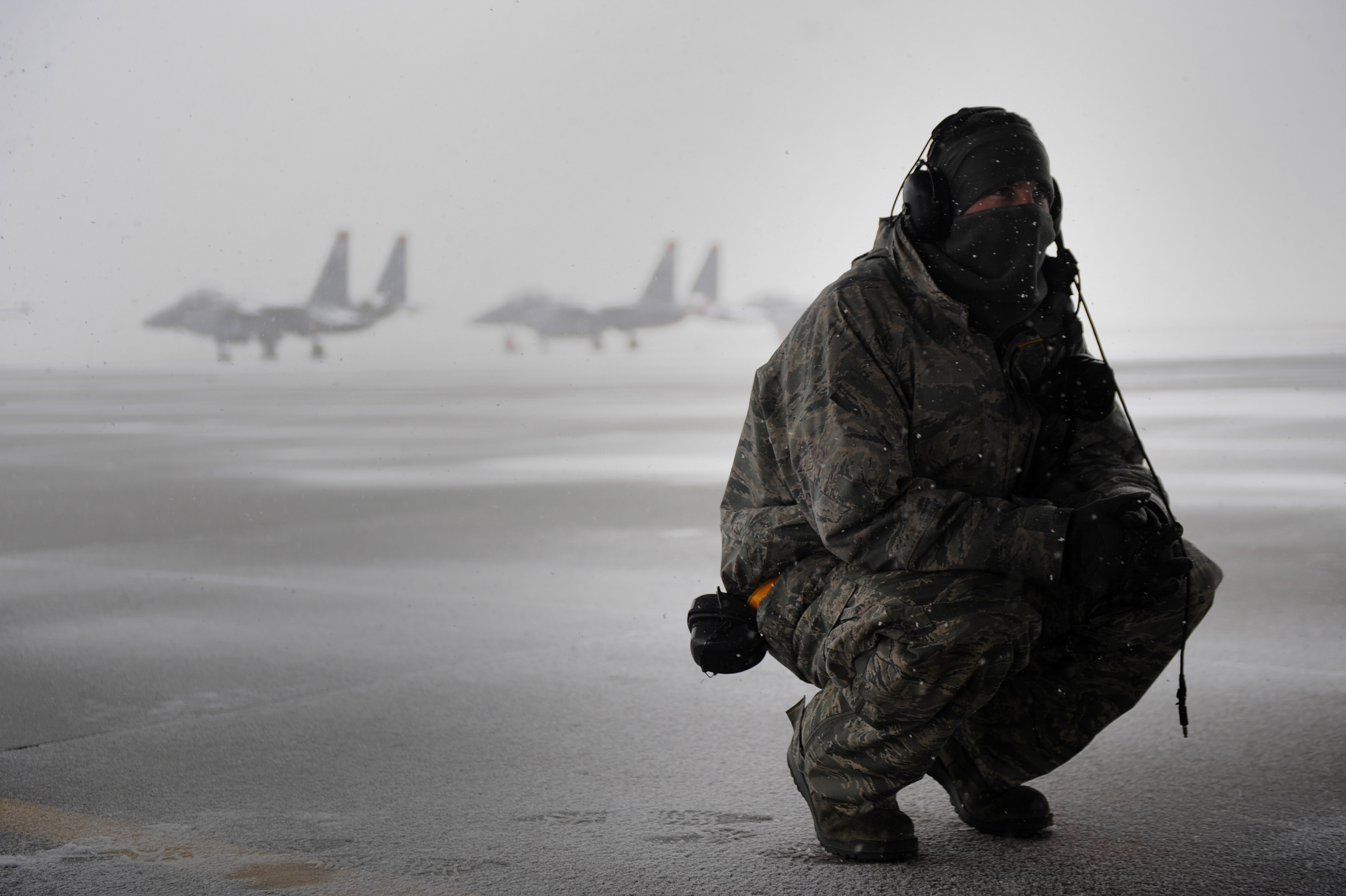
Военнослужащий авиабазы, учения, ноябрь 2010 года

Авиабаза служит местом расположения нескольких десятков воинских частей, самым крупным из которых является «366-й истребительный авиаполк». На авиабазе функционируют как авиационные подразделения, так и наземные части. Некоторые из них приписаны к авиабазе, другие же, хоть и базируются в Маунтин-Хоуме, подчиняются и входят в состав воинских подразделений, как правило, более крупных формаций, расположенных в других местах.

### 366-й истребительный авиаполк

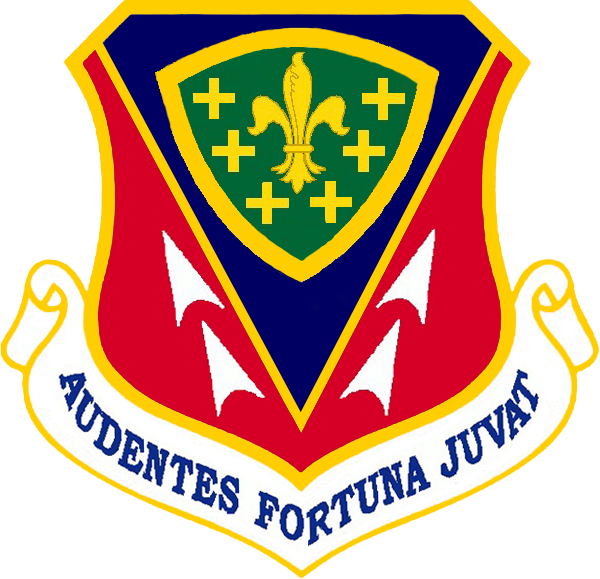
Эмблема истребительной эскадрильи «366-го истребительного авиаполка»

Авиабаза входит в состав 15-й Воздушной армии США. Частью постоянного базирования и главным оператором является 366-й истребительный авиаполк. Авиаполк состоит из боевых эскадрилий:
1. 391-я истребительная эскадрилья[англ.] (F-15E Strike Eagle)
2. 389-я истребительная эскадрилья[англ.] (F-15E Strike Eagle)
3. 428-я истребительная эскадрилья[англ.] (F-15SG) ВВС Республики Сингапур[англ.]

и большого числа вспомогательных подразделений: обеспечения, материально-технического обслуживания, связи, медицины, логистики, охраны и т. п.
На постоянной основе база служит местом дислокации 552-го авиакрыла.
Помимо ВВС здесь находится 124-й истребительный авиаполк Военно-воздушных сил Национальной гвардии.

## Демография
По данным переписи 2000 года, на авиабазе Маунтин-Хоум проживало 8894 человека, в составе 1476 домашних хозяйств и 1452 семей. Плотность населения составляла 346 человек на км². Здесь имелось 1590 единиц жилья со средней плотностью 62 человека на км².
Расовый состав
- Белые — 83,2 %
- Афроамериканцы — 6,9 %
- Коренные американцы — 0,8 %
- Азиаты — 2,5 %
- Латиноамериканцы — 6,5 %
- Две и более расы — 2,7 %

Из 1476 домохозяйства, в 76,4 % проживали дети в возрасте до 18 лет; 91,9 % составляли супружеские пары, проживающие вместе; в 4,4 % проживала женщина без мужа; а 1,6 % не имели семей. 1,4 % всех домохозяйств состояли из отдельных лиц, и ни в одном из них не было одиноких людей в возрасте 65 лет и старше. Средний размер домохозяйства составлял 3,4 человека, а средний размер семьи — 3,43 человека. Возрастное распределение население: 24,0 % жители в возрасте до 18 лет; 24,4 % в возрасте от 18 до 24 лет; 49,7 % в возрасте от 25 до 44 лет; 1,8 % в возрасте от 45 до 64 лет и 0,1 % в возрасте 65 лет или старше. Средний возраст составлял 25 лет. На каждые 100 женщин приходилось 180,8 мужчин. На каждые 100 женщин в возрасте 18 лет и старше приходилось 219,5 мужчин.
Средний доход домохозяйства на авиабазе Маунтин-Хоум составлял 31 634 доллара, а средний доход семьи — 31 377 долларов. Средний доход мужчин составлял 24 865 долларов против 20 664 долларов у женщин. Доход на душу населения для CDP составлял 17 671 доллар. Около 6,5 % семей и 7,4 % населения находились за чертой бедности, в том числе 9,1 % лиц моложе 18 лет и ни одного из лиц в возрасте 65 лет и старше.